# The Thursday Murder Club
The Thursday Murder Club is een toekomstige Brits-Amerikaanse komische misdaadfilm, geregisseerd door Chris Columbus en gebaseerd op de gelijknamige roman van Richard Osman uit 2020. De hoofdrollen worden vertolkt door Helen Mirren, Pierce Brosnan, Ben Kingsley, Celia Imrie, David Tennant, Jonathan Pryce, Naomi Ackie en Daniel Mays.

## Verhaal
Elizabeth, Ron, Ibrahim en Joyce zijn vier bejaarden in een luxueus verzorgingstehuis die zich elke donderdag bezighouden met het oplossen van moordzaken, meestal cold cases. Wanneer op een dag een echte moord wordt gepleegd in hun omgeving, proberen ze de zaak zelf op te lossen.

## Rolverdeling
| Acteur             | Personage                                        |
| ------------------ | ------------------------------------------------ |
| Helen Mirren       | Elizabeth Best, een voormalig spion              |
| Pierce Brosnan     | Ron Ritchie, een voormalig vakbondsleider        |
| Ben Kingsley       | Ibrahim Arif, een voormalig psychiater           |
| Celia Imrie        | Joyce Meadowcroft, een voormalig verpleegkundige |
| David Tennant      | Ian Ventham                                      |
| Jonathan Pryce     | Stephen Best, Elizabeths echtgenoot              |
| Naomi Ackie        | PC Donna De Freitas                              |
| Daniel Mays        | DCI Chris Hudson                                 |
| Henry Lloyd-Hughes | Bogdan                                           |
| Richard E. Grant   | Bobby Tanner                                     |
| Tom Ellis          | Jason Ritchie, Rons zoon                         |
| Geoff Bell         | Tony Curran                                      |
| Paul Freeman       | John Grey                                        |
| Sarah Niles        | Patrice De Freitas, Donna's moeder               |
| Ingrid Oliver      | Joanna Meadowcroft, Joyces dochter               |

## Productie
Op 5 maart 2020 werd aangekondigd dat Ol Parker een verfilming van Richard Osmans debuutroman The Thursday Murder Club zou schrijven en regisseren voor Amblin Entertainment, nadat Amblin de wereldwijde rechten op het project had verworven, met Jennifer Todd als producent en Osman als uitvoerend producent. In maart 2023 zei Osman dat de opnames in september 2023 zouden beginnen met Steven Spielberg als producent. In november 2023 werd gemeld dat de opnames gepland stonden om te beginnen in maart 2024. Door vertragingen veroorzaakt door de SAG-AFTRA-staking en de WGA-staking in Hollywood in 2023, begonnen de filmopnames pas in juni 2024. In april 2024 werd aangekondigd dat Chris Columbus Parker zou vervangen als schrijver, coproducent en regisseur. Een paar dagen later werd aangekondigd dat het project was overgenomen door Netflix.
In mei 2024 voegde Celia Imrie zich bij de cast, samen met Helen Mirren, Pierce Brosnan en Ben Kingsley die ook deel uitmaakten van de hoofdcast. In juni 2024 voegden David Tennant, Jonathan Pryce, Naomi Ackie, Daniel Mays en Henry Lloyd-Hughes zich bij de cast. In juli 2024 werden Richard E. Grant, Ingrid Oliver en Tom Ellis toegevoegd aan de cast.

### Filmopnames
De filmopnames gingen in het Verenigd Koninkrijk van start op 27 juni 2024 en eindigden op 11 september 2024

## Release
The Thursday Murder Club staat gepland om op 22 augustus 2025 in première te gaan in een beperkt aantal bioscopen en vanaf 28 augustus op de streamingsdienst Netflix.